# René Martin (homme politique)
 (mars 2025).
Pour les articles homonymes, voir René Martin et Martin.
René Martin, né le 20 novembre 1918 à Mantes-la-Jolie et mort le 20 décembre 2010 dans la même ville, est un homme politique français.

## Détail des fonctions et des mandats
Mandat parlementaire
- 16 août 1982 - 1er octobre 1986 : Sénateur des Yvelines

Mandats locaux
- 1977-1983 et 1983-1984 : Maire de  Mantes-la-Ville
- 1967-1970 et 1973-1982 : Conseiller général du canton de Mantes-la-Jolie
- 1947-1959 : Conseiller municipal de Mantes-la-Jolie

## Décorations
- Officier de la Légion d'honneur
- Croix du combattant volontaire de la guerre de 1939–1945
- Croix du combattant volontaire de la Résistance
- Croix du combattant